# Gotlands runinskrifter 157
G 157 är en tidig vikingatida runsten daterad till 700-talet som finns inne i Gothems kyrka på Gotland.

## Inskriften
Translitterering av runraden:
…uþurfra(t)a(ɢ)ʀ-u-(a)…